# Estadi Broodstraat
L'estadi Broodstraat va ser un camp de futbol que es trobava a Anvers, Bèlgica. Entre el 1908 i 1923 va ser la seu del Royal Antwerp Football Club. El 1920 va ser una de les quatre seus de la competició de futbol dels Jocs Olímpics d'Anvers.